# Vietnam International 2009
Die Vietnam International 2009 im Badminton fanden vom 21. bis zum 26. April 2009 in Hanoi statt.

## Sieger und Platzierte
| Disziplin    | Gold                             | Silber                        | Bronze                                |
| ------------ | -------------------------------- | ----------------------------- | ------------------------------------- |
| Herreneinzel | Nguyễn Tiến Minh                 | Dionysius Hayom Rumbaka       | Keigo Sonoda                          |
| Herreneinzel | Nguyễn Tiến Minh                 | Dionysius Hayom Rumbaka       | Chan Kwong Beng                       |
| Dameneinzel  | Ratchanok Intanon                | Maria Elfira Christina        | Sapsiree Taerattanachai               |
| Dameneinzel  | Ratchanok Intanon                | Maria Elfira Christina        | Maria Febe Kusumastuti                |
| Herrendoppel | Takeshi Kamura Takuma Ueda       | Chow Pak Chuu Hong Chieng Hun | Fernando Kurniawan Lingga Lie         |
| Herrendoppel | Takeshi Kamura Takuma Ueda       | Chow Pak Chuu Hong Chieng Hun | Wifqi Windarto Afiat Yuris Wirawan    |
| Damendoppel  | Pia Zebadiah Debby Susanto       | Yuki Itagaki Yui Miyauchi     | Savitree Amitrapai Vacharaporn Munkit |
| Damendoppel  | Pia Zebadiah Debby Susanto       | Yuki Itagaki Yui Miyauchi     | Komala Dewi Keshya Nurvita Hanadia    |
| Mixed        | Tontowi Ahmad Richi Puspita Dili | Fran Kurniawan Pia Zebadiah   | Muhammad Rizal Debby Susanto          |
| Mixed        | Tontowi Ahmad Richi Puspita Dili | Fran Kurniawan Pia Zebadiah   | Hendra Wijaya Li Yujia                |